# Giovanna di Valois (duchessa d'Alençon)
Giovanna di Valois (Blois, 13 settembre 1409 – Angers, 19 maggio 1432) è stata una nobile francese, unica figlia sopravvissuta di Carlo, duca di Orléans e di Isabella di Valois. Fu inoltre sorella maggiore del re Luigi XII di Francia.

## Biografia
La madre di Giovanna, Isabella, era stata in precedenza la consorte di Riccardo II d'Inghilterra. Quando il sovrano inglese morì, estromesso nel 1399 dal trono, Isabella sposò Carlo, anche se maggiore di cinque anni rispetto a lui. Tre anni dopo, Isabella morì, proprio mentre dava alla luce Giovanna.
Nel 1424 a Blois, Giovanna sposò Giovanni II, duca d'Alençon, figlio di Giovanni I e di Maria di Bretagna, ma il matrimonio non ebbe frutti. Morì nel 1432.

## Ascendenza
|                                    |                                    |                                               | Genitori                                       |  |  | Nonni |  |  | Bisnonni                    |  |  | Trisnonni                  |  |
|                                    |                                    |                                               |                                                |  |  |       |  |  | 8. Charles V, re di Francia |  |  | 16. Jean II, re di Francia |  |
|                                    |                                    |                                               |                                                |  |  |       |  |  | 8. Charles V, re di Francia |  |  | 16. Jean II, re di Francia |  |
|                                    |                                    | 17. Bonne de Luxembourg                       |                                                |  |  |       |  |  | 8. Charles V, re di Francia |  |  |                            |  |
| 4. Louis I, II duca d'Orléans      |                                    |                                               |                                                |  |  |       |  |  | 8. Charles V, re di Francia |  |  |                            |  |
|                                    |                                    | 9. Jeanne de Bourbon                          | 18. Pierre I, II duca di Borbone               |  |  |       |  |  |                             |  |  |                            |  |
|                                    |                                    | 9. Jeanne de Bourbon                          | 18. Pierre I, II duca di Borbone               |  |  |       |  |  |                             |  |  |                            |  |
|                                    |                                    | 9. Jeanne de Bourbon                          | 19. Isabelle de Valois                         |  |  |       |  |  |                             |  |  |                            |  |
| 2. Charles I, III duca d'Orléans   |                                    | 9. Jeanne de Bourbon                          |                                                |  |  |       |  |  |                             |  |  |                            |  |
|                                    |                                    | 10. Gian Galeazzo Visconti, I duca di Milano  | 20. Galeazzo II Visconti, co-signore di Milano |  |  |       |  |  |                             |  |  |                            |  |
|                                    |                                    | 10. Gian Galeazzo Visconti, I duca di Milano  | 20. Galeazzo II Visconti, co-signore di Milano |  |  |       |  |  |                             |  |  |                            |  |
|                                    |                                    | 10. Gian Galeazzo Visconti, I duca di Milano  | 21. Bianca di Savoia                           |  |  |       |  |  |                             |  |  |                            |  |
| 5. Valentina Visconti              |                                    | 10. Gian Galeazzo Visconti, I duca di Milano  |                                                |  |  |       |  |  |                             |  |  |                            |  |
|                                    |                                    | 11. Isabelle de France                        | 22. Jean II, re di Francia (= 16)              |  |  |       |  |  |                             |  |  |                            |  |
|                                    |                                    | 11. Isabelle de France                        | 22. Jean II, re di Francia (= 16)              |  |  |       |  |  |                             |  |  |                            |  |
|                                    |                                    | 11. Isabelle de France                        | 23. Bonne de Luxembourg (= 17)                 |  |  |       |  |  |                             |  |  |                            |  |
| 1. Jeanne d'Orléans                |                                    | 11. Isabelle de France                        |                                                |  |  |       |  |  |                             |  |  |                            |  |
|                                    | 12. Charles V, re di Francia (= 8) | 24. Jean II, re di Francia (= 16, 22)         |                                                |  |  |       |  |  |                             |  |  |                            |  |
|                                    | 12. Charles V, re di Francia (= 8) | 24. Jean II, re di Francia (= 16, 22)         |                                                |  |  |       |  |  |                             |  |  |                            |  |
|                                    | 12. Charles V, re di Francia (= 8) | 25. Bonne de Luxembourg (= 17, 23)            |                                                |  |  |       |  |  |                             |  |  |                            |  |
| 6. Charles VI, re di Francia       | 12. Charles V, re di Francia (= 8) |                                               |                                                |  |  |       |  |  |                             |  |  |                            |  |
|                                    |                                    | 13. Jeanne de Bourbon (= 9)                   | 26. Pierre I, II duca di Borbone (= 18)        |  |  |       |  |  |                             |  |  |                            |  |
|                                    |                                    | 13. Jeanne de Bourbon (= 9)                   | 26. Pierre I, II duca di Borbone (= 18)        |  |  |       |  |  |                             |  |  |                            |  |
|                                    |                                    | 13. Jeanne de Bourbon (= 9)                   | 27. Isabelle de Valois (= 19)                  |  |  |       |  |  |                             |  |  |                            |  |
| 3. Isabelle de France              |                                    | 13. Jeanne de Bourbon (= 9)                   |                                                |  |  |       |  |  |                             |  |  |                            |  |
|                                    |                                    | 14. Stephan III, I duca di Baviera-Ingolstadt | 28. Stephan II, I duca della Bassa Baviera     |  |  |       |  |  |                             |  |  |                            |  |
|                                    |                                    | 14. Stephan III, I duca di Baviera-Ingolstadt | 28. Stephan II, I duca della Bassa Baviera     |  |  |       |  |  |                             |  |  |                            |  |
|                                    |                                    | 14. Stephan III, I duca di Baviera-Ingolstadt | 29. Isabella di Sicilia                        |  |  |       |  |  |                             |  |  |                            |  |
| 7. Elisabeth von Bayern-Ingolstadt |                                    | 14. Stephan III, I duca di Baviera-Ingolstadt |                                                |  |  |       |  |  |                             |  |  |                            |  |
|                                    |                                    | 15. Taddea Visconti                           | 30. Bernabò Visconti, co-signore di Milano     |  |  |       |  |  |                             |  |  |                            |  |
|                                    |                                    | 15. Taddea Visconti                           | 30. Bernabò Visconti, co-signore di Milano     |  |  |       |  |  |                             |  |  |                            |  |
|                                    |                                    | 15. Taddea Visconti                           | 31. Regina della Scala                         |  |  |       |  |  |                             |  |  |                            |  |
|                                    |                                    | 15. Taddea Visconti                           |                                                |  |  |       |  |  |                             |  |  |                            |  |